# Ctenophila
Ctenophila é um género de gastrópode  da família Euconulidae.
Este género contém as seguintes espécies:
- Ctenophila caldwelli
- Ctenophila salaziensis
- Ctenophila setiliris
- Ctenophila vorticella